# Rafael Santos Borré
Rafael Santos Borré Maury (Barranquilla, 1995. szeptember 15. –) kolumbiai labdarúgó, 2021-től az Eintracht Frankfurt csatára.

## Sikerei, díjai
- Deportivo Cali
  - Categoría Primera A – győztes: 2015
  - Categoría Primera A – ezüstérmes: 2013
  - Kolumbiai szuperkupa: 2014

- River Plate
  - Argentin kupa:2016–17, 2018–19
  - Argentin szuperkupakupa:2018
  - Copa Libertadores:2018
  - FIFA-klubvilágbajnokság – döntős: 2018
  - Recopa Sudamericana: 2019

- Eintracht Frankfurt
  - Európa-liga: 2021–22

### Egyéni
- FIFA-klubvilágbajnokság–

Bronzcipő :2018

## Statisztika
Legutóbb 2018. december 22-én lett frissítve.
| Klub             | Bajnokság           | Szezonok       | Liga            | Liga  | Liga       | Kupa            | Kupa  | Kupa       | Nemzetközi      | Nemzetközi | Nemzetközi | Összesen        | Összesen | Összesen   | Gólátlag |
| Klub             | Bajnokság           | Szezonok       | Pályára lépések | Gólok | Gólpasszok | Pályára lépések | Gólok | Gólpasszok | Pályára lépések | Gólok      | Gólpasszok | Pályára lépések | Gólok    | Gólpasszok | Gólátlag |
| ---------------- | ------------------- | -------------- | --------------- | ----- | ---------- | --------------- | ----- | ---------- | --------------- | ---------- | ---------- | --------------- | -------- | ---------- | -------- |
| Deportivo Cali   | Categoría Primera A | 2013           | 2               | 0     | 0          | -               | -     | -          | -               | -          | -          | 2               | 0        | 0          | 0,00     |
| Deportivo Cali   | Categoría Primera A | 2014           | 7               | 3     | 2          | 6               | 1     | 0          | -               | -          | -          | 13              | 4        | 3          | 0,31     |
| Deportivo Cali   | Categoría Primera A | 2015           | 26              | 11    | 3          | 5               | 5     | 0          | -               | -          | -          | 31              | 16       | 3          | 0,52     |
| Deportivo Cali   | Categoría Primera A | 2016           | 11              | 6     | 1          | 2               | 0     | 0          | 3               | 0          | 0          | 16              | 6        | 1          | 0,37     |
| Deportivo Cali   | Összesen            | Összesen       | 46              | 20    | 6          | 13              | 6     | 0          | 3               | 0          | 0          | 62              | 26       | 6          | 0,42     |
| Villarreal       |                     |                |                 |       |            |                 |       |            |                 |            |            |                 |          |            |          |
| La Liga          | 2016-17             | 17             | 2               | 1     | 4          | 0               | 0     | 9          | 2               | 1          | 30         | 4               | 2        | 0,13       |          |
| összesen         | összesen            | 17             | 2               | 1     | 4          | 0               | 0     | 9          | 2               | 1          | 30         | 4               | 2        | 0,13       |          |
| River Plate      |                     |                |                 |       |            |                 |       |            |                 |            |            |                 |          |            |          |
| Primera División | 2017-18             | 23             | 6               | 3     | 6          | 2               | 1     | 6          | 0               | 0          | 35         | 8               | 4        | 0,22       |          |
| Primera División | 2018-19             | 8              | 2               | 2     | 5          | 2               | 0     | 8          | 6               | 1          | 21         | 10              | 3        | 0,48       |          |
| Összesen         | Összesen            | 31             | 8               | 5     | 11         | 4               | 1     | 14         | 6               | 1          | 56         | 18              | 7        | 0,32       |          |
| Teljes karrier   | Teljes karrier      | Teljes karrier | 94              | 30    | 12         | 28              | 10    | 1          | 26              | 8          | 2          | 148             | 48       | 15         | 0,32     |